# Сербія на зимових Олімпійських іграх 2010

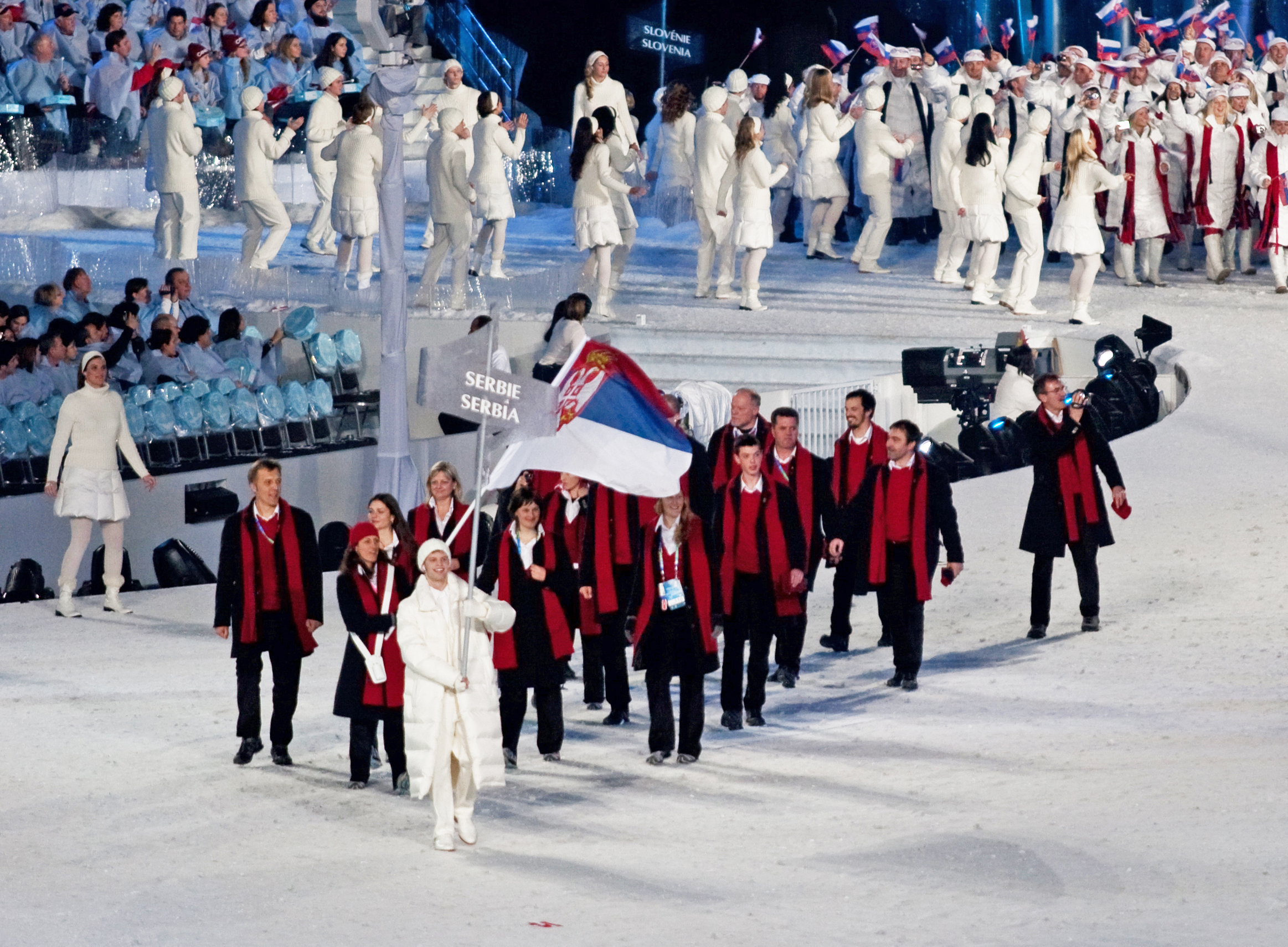
Команда Сербії на церемонії відкриття Олімпіади

Сербія на зимових Олімпійських іграх 2010 у Ванкувері була представлена 10 спортсменами в 4 видах спорту. Прапороносцем на церемонії відкриття була гірськолижниця Єлена Лолович, а на церемонії закриття — бобслеїст Вук Радженович. Сербські спортсмени не завоювали жодних медалей.

## Спортсмени
| Вид спорту          | Чоловіки | Жінки | Всього |
| ------------------- | -------- | ----- | ------ |
| Біатлон             | 1        | 0     | 1      |
| Бобслей             | 4        | 0     | 4      |
| Гірськолижний спорт | 0        | 3     | 3      |
| Лижні перегони      | 1        | 1     | 2      |
| Усього              | 6        | 4     | 10     |

## Біатлон
| Спортсмен        | Дисципліна                    | Час     | Промахи | Місце |
| ---------------- | ----------------------------- | ------- | ------- | ----- |
| Міланко Петрович | індивідуальна гонка, чоловіки | 59:44.0 | 2+1+2+2 | 87    |
| Міланко Петрович | спринт, чоловіки              | 28:38.9 | 1+3     | 81    |

## Бобслей
| Спортсмени                                                 | Дисципліна | Заїзд 1 | Заїзд 1 | Заїзд 2 | Заїзд 2 | Заїзд 3 | Заїзд 3 | Заїзд 4 | Заїзд 4 | Разом   | Разом |
| Спортсмени                                                 | Дисципліна | Час     | Місце   | Час     | Місце   | Час     | Місце   | Час     | Місце   | Час     | Місце |
| ---------------------------------------------------------- | ---------- | ------- | ------- | ------- | ------- | ------- | ------- | ------- | ------- | ------- | ----- |
| Вук Радженович Мілош Савич Ігор Шарчевич Слободан Матієвич | четвірки   | 52.37   | 20      | 52.40   | 17      | 52.84   | 19      | 52.74   | 18      | 3:30.35 | 18    |

## Гірськолижний спорт
| Спортсмен        | Дисципліна                | Спуск 1 | Спуск 2 | Разом   | Місце |
| ---------------- | ------------------------- | ------- | ------- | ------- | ----- |
| Невена Ігнятович | слалом, жінки             | 55.27   | 55.21   | 1:50.48 | 32    |
| Невена Ігнятович | гігантський слалом, жінки | 1:20.04 | 1:17.47 | 2:37.51 | 39    |
| Невена Ігнятович | супергігант, жінки        |         |         | DNF     | DNF   |
| Єлена Лолович    | гігантський слалом, жінки | 1:20.03 | 1:14.51 | 2:34.54 | 33    |
| Єлена Лолович    | слалом, жінки             | 1:05.67 | DNS     | DNS     | DNS   |
| Єлена Лолович    | супергігант, жінки        |         |         | 1:26.67 | 30    |
| Марія Трмчич     | слалом, жінки             | DNF     | DNF     | DNF     | DNF   |

## Лижні перегони
| Спортсмен      | Дисципліна                      | Фінал   | Фінал |
| Спортсмен      | Дисципліна                      | Час     | Місце |
| -------------- | ------------------------------- | ------- | ----- |
| Белма Шмркович | 10 км вільним стилем (жінки)    | 35:47.4 | 78    |
| Амар Гарибович | 15 км вільним стилем (чоловіки) | 40:12.0 | 80    |